# 대한민국의 문화

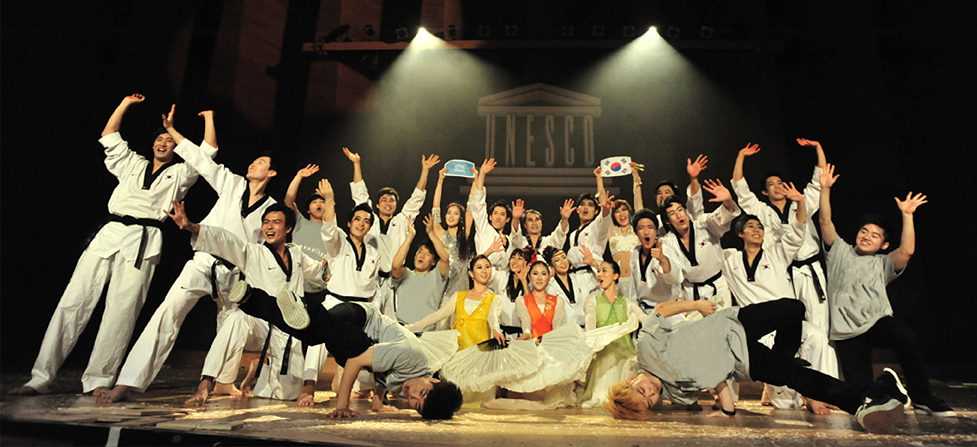

다음은 대한민국의 문화에 관한 서술이다.

## 같이 보기
- 대한민국의 건축
- 대한민국의 음악
- 한국의 타투